# پل لوند
پل لوند (انگلیسی: Paul Lunde؛ زادهٔ ۱۹۴۳) عرب‌شناس، نویسنده اهل آمریکا است. او کتاب‌های زیادی دربارهٔ اسلام و جهان عرب نوشت یا ترجمه کرد، و همچنین کتابی دربارهٔ کد و کتابی دیگر در مورد جرائم سازمان‌یافته نوشت. او به‌طور مکرر مجله سعودی آرامکو، مجله داخلی عربستان سعودی، شرکت ملی نفت عربستان سعودی همکاری می‌کرد.